# HAL Krishak
HAL HAOP-27 Krishak byl vojenský pozorovací letoun vyráběný v Indii v 60. letech 20. století společností Hindustan Aeronautics jako zvětšená čtyřmístná verze lehkého civilního víceúčelového typu HAL Pushpak.

## Vznik a vývoj
Byly postaveny dva prototypy, z nichž první byl zalétán v listopadu 1959 a druhý v listopadu 1960. Zájem civilních zákazníků se nepodařilo získat, proto byl projekt odložen až do doby, kdy Indická armáda vypsala požadavky na stroj, který by nahradil její dosavadní pozorovací letouny Auster AOP.6 a AOP.9. Původní konstrukce Krishaku byla mírně upravena, aby vyhověla novým specifikacím, a typ byl v roce 1965 zařazen do vojenské služby. Již v polovině 70. let však byl nahrazen vrtulníky HAL Cheetah.

## Varianty
Krishak Mk.1
Krishak Mk.2

## Uživatelé
- Indie
  - Indické armádní letectvo

## Specifikace (Krishak Mk.2)

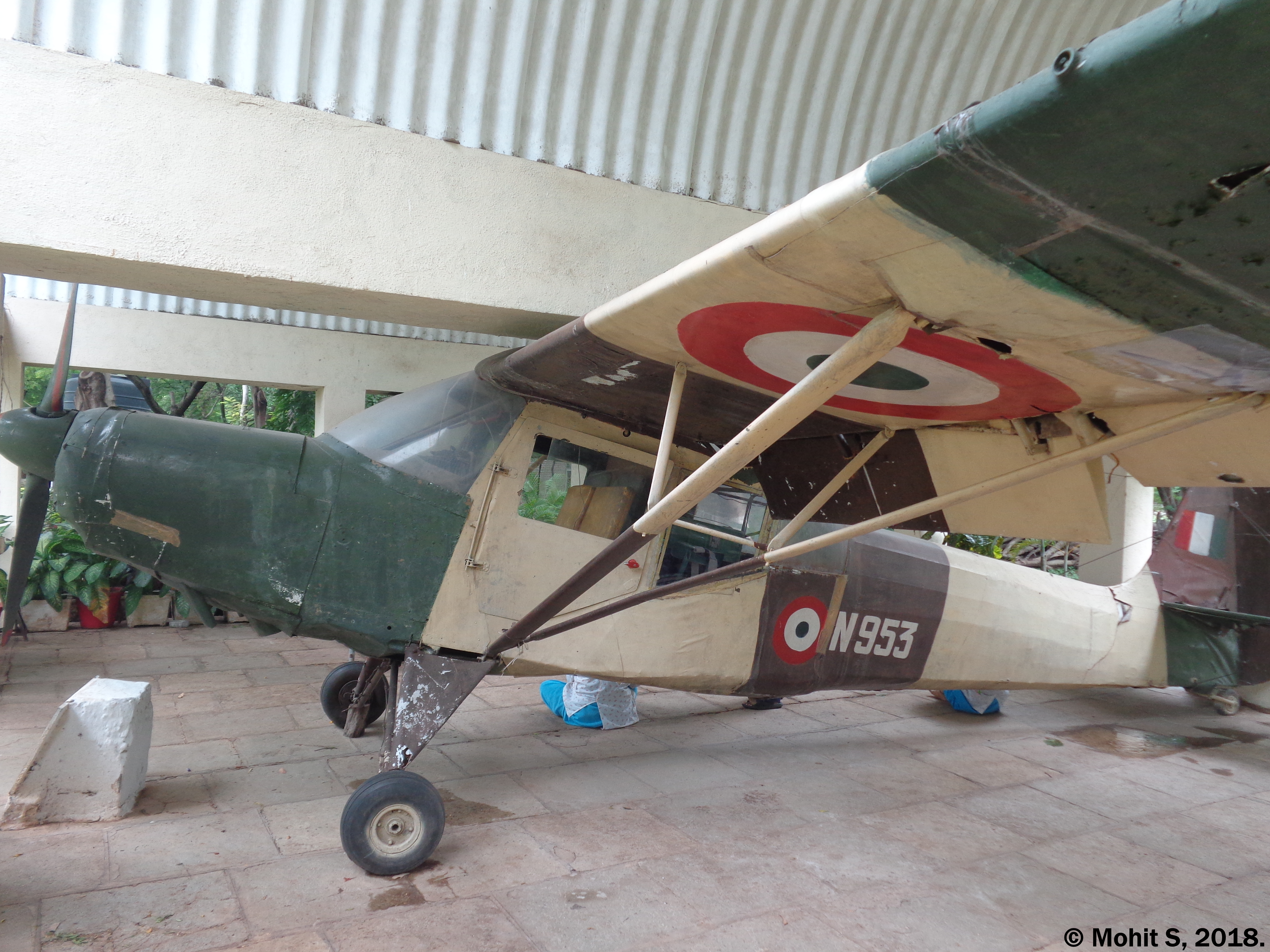
HAL Krishak

Údaje dle

### Technické údaje
- Osádka: 2
- Kapacita: 1 cestující
- Délka: 8,41 m
- Rozpětí: 11,43 m
- Výška: 2,36 m
- Nosná plocha: 18,58 m²
- Vzletová hmotnost: 1 270 kg
- Kapacita paliva: 127 l, možnost instalace přídavné nádrže o objemu 64 l
- Pohonná jednotka: 1 × vzduchem chlazený šestiválcový boxer Continental O-470-J pohánějící dvoulistou stavitelnou vrtuli Hartzell o průměru 2,13 m
- Výkon pohonné jednotky: 168 kW (225 hp)

### Výkony
- Maximální rychlost: 209 km/h
- Pádová rychlost: 74 km/h
- Dolet: 473 km (s přídavnou nádrží)
- Praktický ostup: 5 940 m
- Stoupavost: 4,6 m/s